# František Nenáhlo
František Nenáhlo (19. února 1914, Domašín u Vlašimi – 13. května 1961) byl první poválečný kat v pankrácké věznici, známý zejména provedením popravy Karla Hermanna Franka.

## Život
František Nenáhlo se narodil 19. února 1914 v Domašíně u Vlašimi. Již jako mladý měl problémy se zákonem, ve čtrnácti letech byl již souzen za pokus o znásilnění a krádeže. Vyučil se zedníkem, ale kvůli alkoholismu mu soud nařídil ochrannou léčbu. V letech 1936–1939 absolvoval základní vojenskou službu. Větší část druhé světové války strávil ve vězení, protože se zúčastnil incidentu na domašínské zábavě, při kterém byl napaden německý poddůstojník. V letech 1945–1947 pracoval jako kat v pankrácké věznici. Dne 22. května 1946 popravil K. H. Franka. Práci kata mu údajně zařídili komunisté, se kterými se setkal ve vězení, ale pro opilství a nelegální prodej oprátek byl již po dvou letech propuštěn. V roce 1948 se stal národním správcem pražské vinárny Gotzinger, později pracoval v různých restauracích a také jako zedník. V roce 1954 byl odsouzen k jednoletému trestu odnětí svobody, který si odpykal v pracovním táboře Jáchymov.
Nenáhlo zemřel 13. května 1961 ve věku 47 let, příčinou pravděpodobně bylo, že se upil k smrti.